# Karlštejn (Svratouch)
Karlštejn je místní část obce Svratouch (okres Chrudim) v Pardubickém kraji na území České republiky.

## Historie
Původní osada vznikla v 1. polovině 18. století. Obydlí si zde stavěli dělníci zaměstnaní v huti na blízké České Cikánce. Stavení jsou rozptýlena na vysokém návrší nad Svratkou a Svratouchem.

## Pamětihodnosti
Lovecký zámek Karlštejn si nechal postavit v letech 1767–1776 majitel rychmburského panství Filip Kinský. U zámku bývala obora. Do areálu zámku je zastavěná kaple sv. Jiljí, která zde stála dřív než zámek, oltář v kapli byl podle záznamů posvěcen 20. září 1708 opatem hradišťského kláštera.
V roce 1823 koupil panství rod Thurn-Taxisů, v zámku byla myslivna. V roce 1945 byl zámek znárodněn, převzala jej TJ Spartak Svratka, která na chátrající budově opravila střechu a chtěla zde zřídit turistickou noclehárnu a obrazárnu, ale pro nedostatek finančních prostředků k tomu nedošlo. Od 60. let byl objekt opravován, rekreační středisko v něm měl bývalý Oděvní podnik Prostějov.

## Zajímavosti
V objektu zámku Karlštejn se natáčely filmy Temno a O kominickém učni a dceři cukráře a také některé díly televizního seriálu Četnické humoresky.